# L'Aventure Robinson
L'Aventure Robinson était une émission de télévision française présentée par Denis Brogniart, diffusée du 16 février 2018 au 27 décembre 2019 sur TF1.

## Principe
Deux stars vont devoir survivre pendant cinq jours sur une île déserte, à la manière du personnage de fiction Robinson Crusoé. Ils doivent aussi affronter trois épreuves qui se trouvent dans la jungle, sur la plage et en pleine mer pour trouver trois coffres remplis d'argent, la première caisse contient 5 000 €, la deuxième 7 000 € et la troisième 10 000 €. L'argent récolté sera remis à une association de leur choix.

## Production
Le premier numéro a été tourné en décembre 2017 et le deuxième en mars 2018.
La production qui réalise cette émission est l'Adventure Line Production (ALP).

## Invités
| Numéro | Invités                            | Association               | Gain     | Date de diffusion | Référence |
| ------ | ---------------------------------- | ------------------------- | -------- | ----------------- | --------- |
| 1      | Maître Gims et Kendji Girac        | La chaîne de l'espoir     | 48 000 € | 16 février 2018   | [ 2 ]     |
| 2      | Amir et Christine Bravo            | Petits Frères des pauvres | 45 000 € | 17 août 2018      | [ 4 ]     |
| 3      | Vincent Lagaf' et Marine Lorphelin | Fondacœur                 | 55 000 € | 14 décembre 2018  | [ 5 ]     |
| 4      | Tal et Jarry                       | Un cadeau pour la vie     | 42 000 € | 22 février 2019   | [ 6 ]     |
| 5      | Black M et Julien Lepers           | SOS Villages d'enfants    | 31 000 € | 27 décembre 2019  |           |

## Épreuves
| Les Robinsons                     | Épreuves  | Épreuves | Épreuves | Bonus | Total    |
| Les Robinsons                     | La jungle | La plage | La mer   | Bonus | Total    |
| --------------------------------- | --------- | -------- | -------- | ----- | -------- |
| Maître Gims & Kendji Girac        | 2 sur 3   | 1 sur 3  | 3 sur 3  | 0     | 6 sur 10 |
| Amir & Christine Bravo            | 2 sur 3   | 1 sur 3  | 3 sur 3  | 1     | 7 sur 10 |
| Vincent Lagaf' & Marine Lorphelin | 2 sur 3   | 3 sur 3  | 3 sur 3  | 0     | 8 sur 10 |
| Tal & Jarry                       | 2 sur 3   | 2 sur 3  | 2 sur 3  | 1     | 7 sur 10 |
| Black M & Julien Lepers           | 3 sur 3   | 2 sur 3  | 0 sur 3  | 0     | 5 sur 10 |

## Audiences
| Numéro | Date de diffusion | Téléspectateurs | PDA    | Références |
| ------ | ----------------- | --------------- | ------ | ---------- |
| 1      | 16 février 2018   | 3 712 000       | 19,2 % | [ 7 ]      |
| 2      | 17 août 2018      | 2 873 000       | 18,3 % |            |
| 3      | 14 décembre 2018  | 3 095 000       | 16,6 % | [ 8 ]      |
| 4      | 22 février 2019   | 2 595 000       | 12,9 % |            |
| 5      | 27 décembre 2019  | 1 897 000       | 10,1 % |            |

- Meilleure score d'audience
- Meilleure score en PDA

## Anecdotes
"L'Aventure Robinson" devait à l'origine être le titre de l'émission qui devint Koh-Lanta, mais ALP n'avait pas pu en 2001 utiliser ce nom, pour des questions de droits.